# Concursul Muzical Eurovision 1988
Eurovision 1988 a fost a treizeci și treia ediție a concursului muzical Eurovision. A câștigat reprezentanta Elveției Celine Dion.